# 福澤アクリヴィ
福澤 アクリヴィ（ふくざわ あくりびぃ、1916年12月12日 - 2001年12月16日）は、日本の声楽家。元慶應義塾大学教授福澤進太郎の妻。カーレーサー福澤幸雄は長男。

## 来歴

### 生い立ち
1916年12月12日、オスマン帝国（現トルコ）の首都コンスタンティノープル（イスタンブール）にギリシャ系両親の長女として生まれる。父は南ギリシャのスパルタ近郊で生まれたが、幼いときに孤児となり、当時コンスタンティノープルギリシャ正教会の神父であった叔父に引き取られて養育された。
母は印刷業を営むかなり裕福な家庭に生まれ、フランス系ミッションスクールで教育を受けたが、手先が器用で刺繍、その他手芸を好み、父親が事業に失敗してからは、刺繍、裁縫などで家計を助けた。当時、絹糸、組紐などの商いをしていた青年時代の父に出合い、恋愛結婚をしてアクリヴィが生まれた。若い両親は共稼ぎで暮らしも楽ではなかった。
1917年、まず父が国境を越えて母国ギリシャに戻り、サロニカに織物業の開店準備をした。数ヶ月後、まだ赤ん坊のアクリヴィを抱いた母もサロニカにたどりつき、ギリシャでの生活が始まった。父は毎日店に行き、母も大きなドレスメーカーに通って仕事をするため、アクリヴィは朝から夕方まで近所の私設託児所に預けられた。
ところが、一日アクリヴィはまったくほったらかしにされていたらしく、親切な近所のおばさんが見かねて母に忠告し、母はドレスメーカー通いをやめて、独立して家で仕事をするようになった。幸いにお客に評判がよく、繁盛するようになり、お店の規模も次第に大きくなっていった。父の織物業も好調で、暮らしも楽になり、5、6歳のころ、音楽好きの両親はピアノを買ってくれた。

### 学生時代
父に、「ピアノをしっかり勉強しなさい、中途半端ではだめだ、何ごとも徹底的にやりとげなければいけない」と、よくいわれた。12歳ごろから学校の授業のない水曜の午後と土曜日にサロニカ音楽院に通い、ピアノやソルフェージュに本格的に打ち込んだ。1932年サロニカ音楽院ピアノコンクール第一位を得た。
ひそかに声楽のレッスンも受け始めた。声楽は、当時サロニカ駐在イタリア領事の妹で、テトラツィーニの弟子のカロリーナ・カパッソの教えを受けることができた。1934年、母と共にウィーンに行き、マックス・クライン教授についてドイツ・リードの勉強をする。
1937年、フランス留学、パリ国立音楽院に入学する。声楽科教授、セズブロンヴィザールに指導を受ける。1938年、アンリ・ラボー院長の推薦により、ラジオ・パリ、ラジオ・ストラスブール、ラジオ37（パリ）等の放送演奏会に出演し、フォーレやデュパルクの作品を歌う。同年ヴォカリーズ第一位メダル受賞。1940年、オペラ・コミック第一位褒状、声楽第二位賞、その他を受賞し特待給費生となる。

### 結婚
1939年9月に第二次世界大戦が勃発、フランスも戦火に包まれ1940年にパリもドイツ軍の占領下となる。やがて、南に避難した人々も少しずつパリに戻って来たが、その年の11月25日の聖カトリーヌの日に、夫になる福澤進太郎に初めて出合った。コンセルヴァトワールのカトリネットたちが中心になってパーティをすることになり、同級生古沢淑子の知人で作曲家の倉知緑郎（夫の中学時代からの友人）に誘われて、彼もその集まりに来た。
福澤はパリ大学に留学していたが、戦争が始まってからは嘱託として日本大使館に勤めていた。1942年始め、パリ音楽院管弦楽団のシャイヨー宮演奏会に、独唱者として選ばれたが、病気のため出演できなかった。3月に結婚した。

### 日本へ
1945年8月に終戦すると、翌年福澤とともに帰国する。その後は東京に住まいを移し、ソプラノ歌手として戦後の日本にフランス歌曲を多数紹介した。2001年12月16日、心不全のため、東京都青梅市の病院で死去。